# Hegy-völgyi szél
A hegy-völgyi szél a helyi szelek egy típusa, mely hegyvidékeken alakul ki, naponta váltakozó irányban. A lefelé fújó szelet önállóan katabatikus szélnek, a felfelé áramlót anabatikus szélnek is nevezik.

## Kialakulása és jellemzői
Éjszaka a hegyoldalon a felszínhez közeli levegő hőmérséklete egyre süllyed, az emiatt sűrűbb hideg levegő pedig lefelé száll, körülbelül 1–5 m/s sebességgel, így késő éjjelre hideg levegővel tölti meg a völgyet, a leghidegebb levegő legalul helyezkedik el. Amikor felkel a nap, a lejtők közelében gyorsan növekszik a levegő hőmérséklete, és felfelé kezd szállni, kb. 1 m/s sebességgel. Az így távozó levegőt a felülről érkező nyomás a völgy közepéről pótolja. A lejtő fölött gomolyfelhők alakulnak ki, ha a levegő elég nedves hozzá. Ezeket az áramlásokat még módosítja a lejtőszél, mely a völgyben mozog: éjszaka a hideg levegő lefelé, nappal a meleg levegő felfelé áramlik a völgy tengelyével párhuzamosan. Magyarországon a Mátra vagy a Mecsek alján a lejtőszél, míg az Alpokban vagy a Kárpátokban a hegy-völgyi szelek alakulnak ki.